# Élections étatiques de 2024 dans l'État d'Aguascalientes
Les élections étatiques de 2024  dans l'État d'Aguascalientes se tiennent le 2 juin 2024, afin d'élire les 27 membres du congrès étatique de l'État d'Aguascalientes, pour un mandat de trois ans.

État de Aguascalientes.

## Mode de scrutin
Le Congrès d'État d'Aguascalientes est constitué de 27 députés, élus selon un système mixte. 18 députés sont élus au scrutin uninominal majoritaire à un tour dans autant de circonscriptions, tandis que les 9 députés restants sont élus au scrutin proportionnel plurinominal. Les électeurs n'ont cependant qu'un seul vote.

## Résultats
|                                                |                                                |                                              |           |       |      |               |               |    |               |               |  |  |  |  |
| Parti                                          | Parti                                          | Parti                                        | Voix      | %     | +/-  | C             | +/−           | L  | Total         | +/-           |  |  |  |  |
|                                                |                                                | Parti action nationale (PAN)                 | 276 158   | 44,02 | 0,37 | 13            | 1             | 0  | 13            | en stagnation |  |  |  |  |
|                                                | Parti révolutionnaire institutionnel (PRI)     | 44 790                                       | 7,14      | 2,42  | 1    | 1             | 0             | 1  | en stagnation |               |  |  |  |  |
|                                                | Parti de la révolution démocratique (PRD)      | 19 203                                       | 3,06      | 0,14  | 4    | en stagnation | 0             | 4  | en stagnation |               |  |  |  |  |
|                                                | Votes pour la coalition                        | 13 262                                       | 2,11      |       |      |               |               |    |               |               |  |  |  |  |
| Total Force et coeur pour Aguascalientes       | Total Force et coeur pour Aguascalientes       | 353 413                                      | 56,33     | 0,10  | 18   | 2             | 0             | 18 | en stagnation |               |  |  |  |  |
|                                                |                                                | Mouvement de régénération nationale (MORENA) | 190 846   | 30,42 | 6,21 | 0             | 1             | 7  | 7             | 1             |  |  |  |  |
|                                                | Parti vert écologiste du Mexique (PVEM)        | 22 472                                       | 3,58      | 0,31  | 0    | en stagnation | 1             | 1  | en stagnation |               |  |  |  |  |
|                                                | Parti du travail (PT)                          | 16 374                                       | 2,61      | 0,09  | 0    | 1             | 0             | 0  | 1             |               |  |  |  |  |
| Total coalition Continuons de faire l’histoire | Total coalition Continuons de faire l’histoire | 229 692                                      | 36,61     | 7,96  | 0    | 2             | 8             | 8  | 1             |               |  |  |  |  |
|                                                | Mouvement citoyen (MC)                         | Mouvement citoyen (MC)                       | 44 267    | 7,06  | 2,57 | 0             | en stagnation | 1  | 1             | en stagnation |  |  |  |  |
|                                                |                                                |                                              |           |       |      |               |               |    |               |               |  |  |  |  |
| Suffrages exprimés                             | Suffrages exprimés                             | Suffrages exprimés                           | 627 372   | 95,94 |      |               |               |    |               |               |  |  |  |  |
| Votes nuls                                     | Votes nuls                                     | Votes nuls                                   | 26 566    | 4,06  |      |               |               |    |               |               |  |  |  |  |
| Total                                          | Total                                          | Total                                        | 653 938   | 100   | -    | 18            | en stagnation | 9  | 27            | en stagnation |  |  |  |  |
| Abstention                                     | Abstention                                     | Abstention                                   | 443 226   | 40,40 |      |               |               |    |               |               |  |  |  |  |
| Inscrits/Participation                         | Inscrits/Participation                         | Inscrits/Participation                       | 1 097 164 | 59,60 |      |               |               |    |               |               |  |  |  |  |